# Instytut Chrystusa Króla Najwyższego Kapłana
Instytut Chrystusa Króla Najwyższego Kapłana (łac. Institutum Christi Regis Summi Sacerdotis, fr. Institut du Christ Roi Souverain Prêtre) – stowarzyszenie życia apostolskiego w formie kanonickiej na prawie papieskim, założone w 1990 r.
Celem Instytutu, zgodnie z jego Konstytucjami, jest uwielbienie Boga oraz uświęcenie kapłanów i wiernych Kościoła katolickiego. Sprawowanie liturgii zgodnie z mszałem i innymi księgami liturgicznym klasycznego rytu rzymskiego stanowi integralną część jego charyzmatu. Reguła życia członków Instytutu oparta jest na formie kanonickiej, czyli świeckich kanoników, stąd wszystkim kapłanom inkardynowanym do Instytutu przysługuje tytuł kanonika i właściwy im strój chórowy.

## Historia i status

### Założenie Instytutu
Założyciele Instytutu, dwaj francuscy kapłani – ks. prał. Gilles Wach i ks. kan. Philippe Mora, byli wychowankami kard. Giuseppa Siriego, pod którego kierownictwem ukończyli seminarium duchowne w Genui i obronili swoje doktoraty z teologii na Papieskim Uniwersytecie Świętego Tomasza z Akwinu w Rzymie. Po otrzymaniu święceń z rąk papieża Jana Pawła II w 1979 r. pracowali w Kurii Rzymskiej dla kardynała Sylvio Oddiego – ówczesnego prefekta Kongregacji Duchowieństwa. W tym czasie wielu młodych ludzi kontaktowało się z nimi, poszukując tradycyjnej i rzymskiej formacji do kapłaństwa; postanowili więc oni, za radą licznych kardynałów, zebrać te powołania i założyć zgromadzenie i seminarium duchowne. Tak narodziła się, jeszcze przed 1988 rokiem, idea Instytutu. Rozpoczęli więc oni poszukiwania biskupa który mógłby przyjąć i erygować kanonicznie tę wspólnotę.
Instytut Chrystusa Króla został założony i erygowany kanonicznie 1 września 1990 r. na prawie diecezjalnym przez bp. Cyriaka Obambę w diecezji Mouila w Gabonie, gdzie Instytut prowadzi misje.

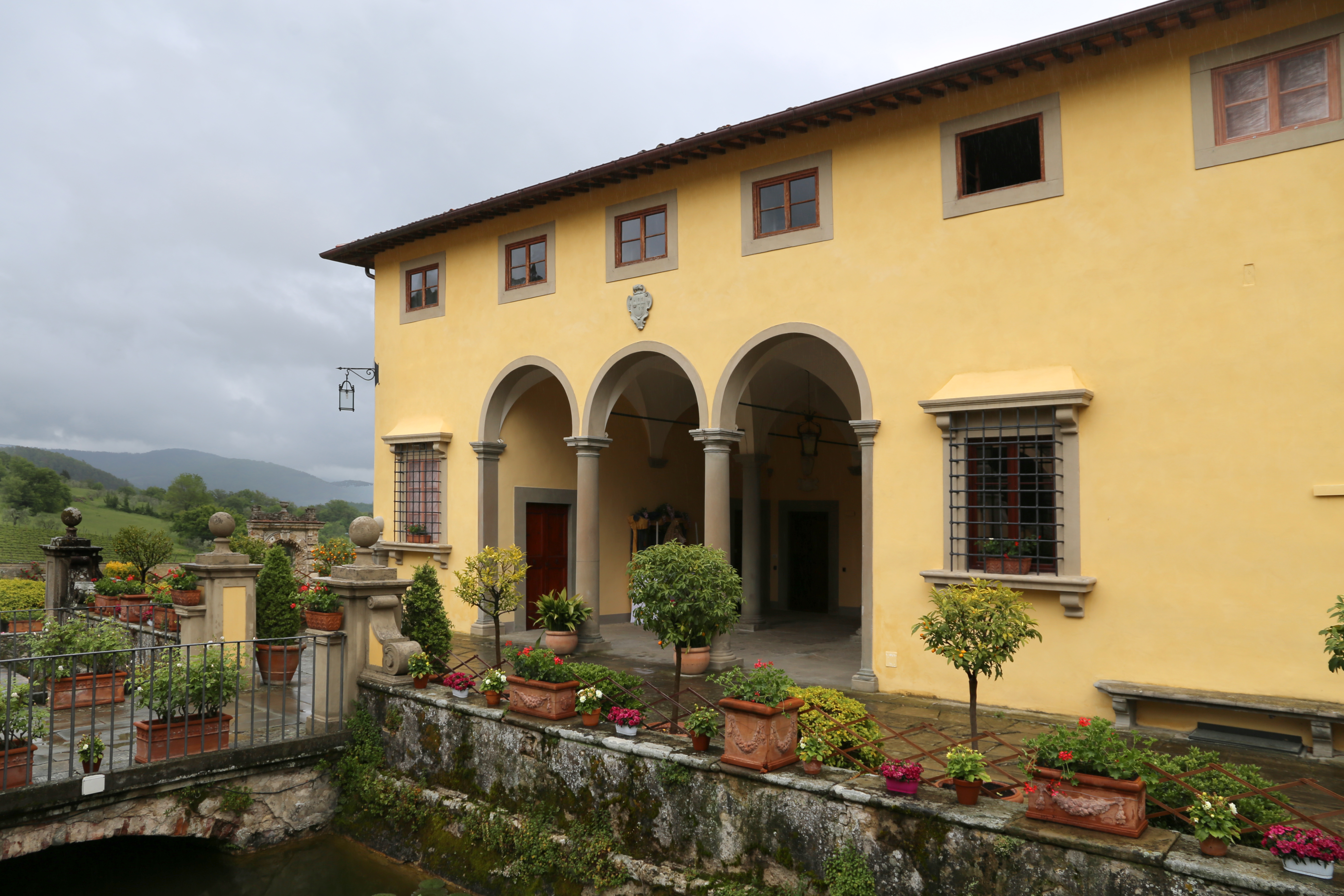
Gricigliano, Willa Martellich

W 1991 r. dzięki pomocy kard. Paula Augustyna Mayera, ówczesnego przewodniczącego Papieskiej Komisji Ecclesia Dei, siedziba i seminarium instytutu zostały przeniesione do toskańskiej Willi Martellich, znajdującej się w miejscu zwanym Gricigliano, niedaleko miejscowości Sieci (gmina Pontassieve), znajdującym się na terenie archidiecezji florenckiej i erygowane kanonicznie dekretem kard. Silvana Piovanellego, ówczesnego arcybiskupa Florencji. Było to możliwe po zamknięciu znajdującej się w nim fundacji benedyktyńskich mnichów z francuskiego opactwa Fontgombault, którzy szukali następców mogących zapewnić celebrację tradycyjnej Mszy św., zgodnie z ostatnią wolą dwóch ostatnich członkiń rodziny Martellich.

### Siostry Adoratorki
W 2001 r. powstała w Gricigliano żeńska gałąź zgromadzenia – Siostry Adoratorki Królewskiego Serca Jezusa Chrystusa Najwyższego Kapłana. W czerwcu 2004 r. trzy pierwsze siostry przyjęły habit zakonny z rąk ks. kard. Ennia Antonellego, ówczesnego arcybiskupa Florencji.

### Prawa papieskie
Instytut w kolejnych latach zakładał apostolaty w różnych krajach. Posiadał jednak wciąż status zgromadzenia na prawie diecezjalnym zgodnie z Motu Proprio Ecclesia Dei. Dnia 7 października 2008 r., Instytut Chrystusa Króla Najwyższego Kapłana został oficjalnie erygowany przez Stolicę Apostolską jako stowarzyszenie życia apostolskiego w formie kanonickiej na prawie papieskim dekretem Saeculorum Rex. Zgromadzenie Sióstr Adoratorek Królewskiego Serca Jezusa Chrystusa Najwyższego Kapłana, zostało uznane oficjalnie za żeńską gałąź Instytutu Chrystusa Króla Najwyższego Kapłana.
Dnia 29 stycznia 2016 r., po kilku wizytacjach kanonicznych, Stolica Apostolska ostatecznie zatwierdziła Konstytucje Instytutu Chrystusa Króla Najwyższego Kapłana.

## Struktura i organizacja

### Władze Instytutu

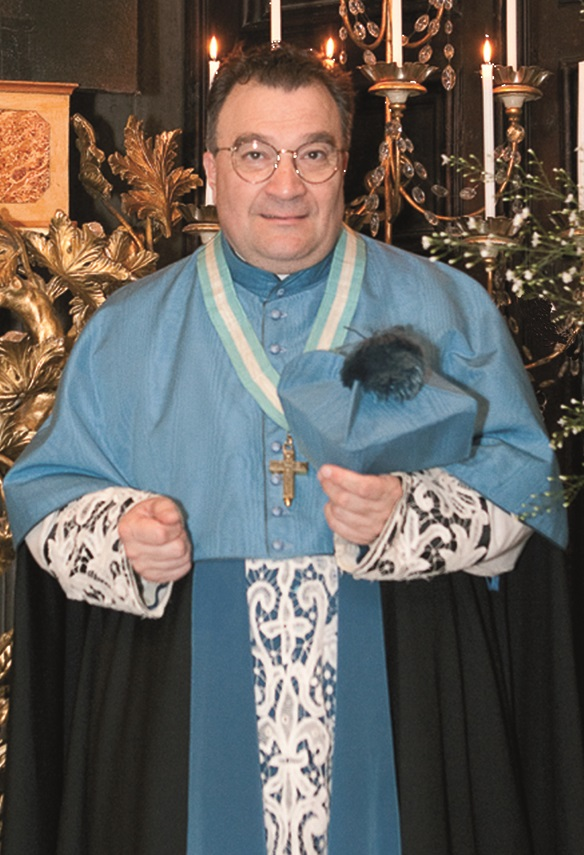
Ks. prał. Gilles Wach, Przełożony Generalny Instytutu w stroju chórowym

Na czele Instytutu Chrystusa Króla Najwyższego Kapłana stoi przełożony generalny, na prawach ordynariusza dla jego członków. Jest on wybierany przez kapitułę generalną instytutu na sześcioletnią kadencję. Od powstania Instytutu jest nim nieprzerwanie jego założyciel – ks. prał. Gilles Wach.
Asystuje mu wikariusz generalny, aktualnie ks. inf. Rudolf Michael Schmitz, oraz Rada Instytutu złożona z 7 kapłanów Instytutu.

### Seminarium
Na czele międzynarodowego seminarium duchownego św. Filipa Nereusza, znajdującego się w Gricigliano, niedaleko Florencji we Włoszech, stoi rektor oraz jeden lub kilku wicerektorów. Aktualnym rektorem seminarium jest ks. kan. Philippe Mora, współzałożyciel Instytutu.

### Podział administracyjny
Instytut podzielony jest na prowincje i proprowincje, na czele których stoi odpowiednio prowincjał albo proprowincjał. Instytut posiada 7 prowincji: włoską, francuską, amerykańską, niemiecką, angielska, irlandzką i gabońską oraz kilka pomniejszych proprowincji.

### Członkowie

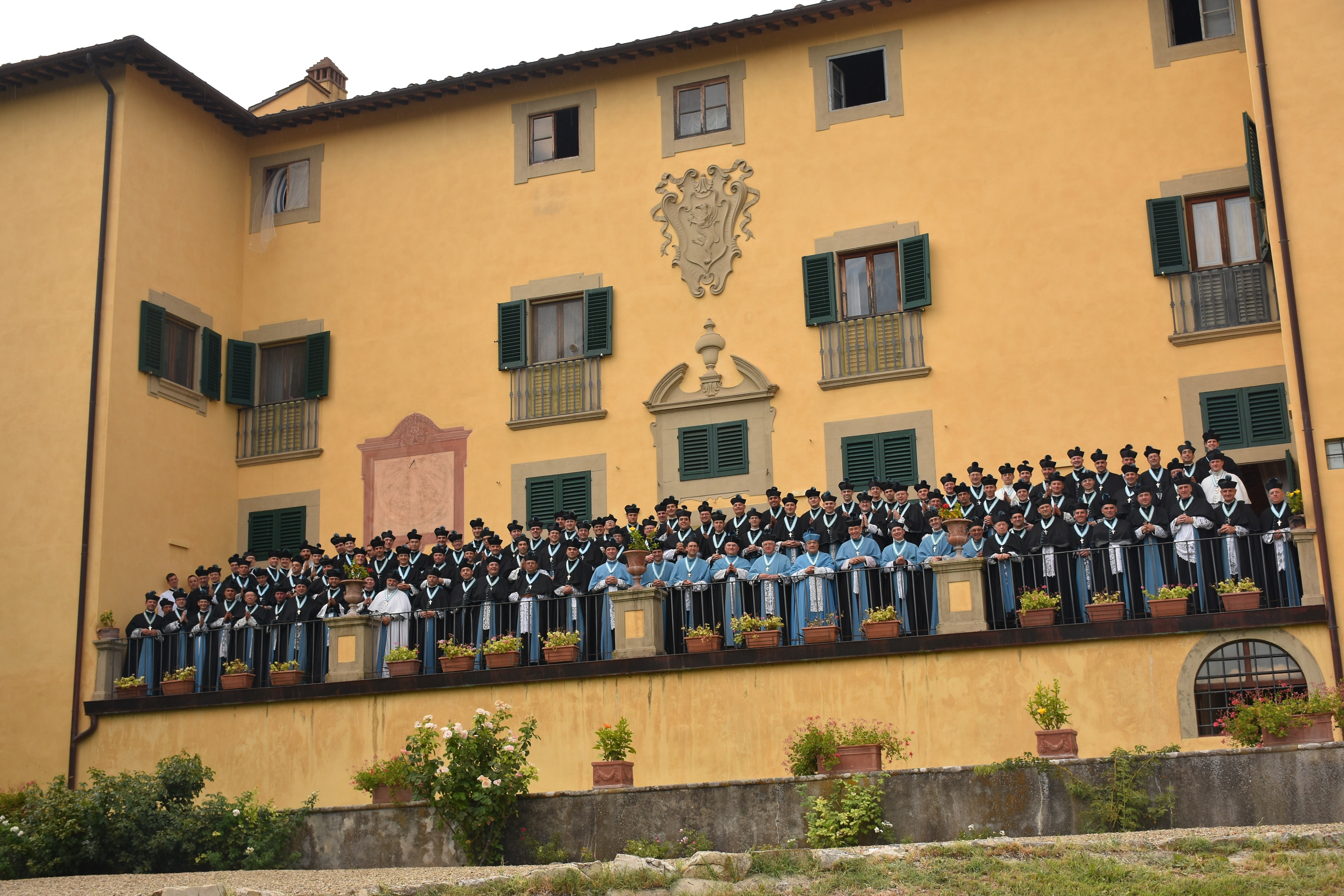
Księża Kanonicy Instytutu podczas Kapituły Generalnej w Gricigilano

Członkowie Instytutu mieszkają w domach erygowanych kanonicznie przez przełożonego generalnego Stowarzyszenia, za zgodą biskupa miejsca, i posługują w powierzonych im apostolatach. Na czele każdego domu stoi przełożony (przeor).
Instytut posiada kilka różnych gałęzi i typów członków. Pierwszą są kapłani inkardynowani do Instytutu oraz seminarzyści, którzy przygotowują się do kapłaństwa w jego seminarium. Instytut posiada również oblatów, czyli mężczyzn pomagających kapłanom w ich pracy duszpasterskiej, nieposiadających jednak święceń wyższych, ale będących pełnoprawnymi członkami Instytutu. Mogą zostać wezwani do przyjęcia święceń niższych lub diakonatu stałego.
W ramach Instytutu istnieje również gałąź żeńska – Adoratorki Królewskiego Serca Jezusa Chrystusa Najwyższego Kapłana, będące stowarzyszeniem nieklauzurowym, wiodące jednak życie o charakterze kontemplacyjno-apostolskim. Na czele Sióstr Adoratorek Królewskiego Serca Jezusa Chrystusa Najwyższego Kapłana stoi Matka Przełożona, jest nią aktualnie Matka Magdalena Maria od Świętego Józefa Opiekuna Królewskiego Serca.
Kapłani sympatyzujący z Instytutem mogą zostać do niego afiliowani, wyraża to ich przywiązanie do duchowości Instytutu bez konsekwencji kanonicznych. Wierni świeccy chcący bliżej związać się z Instytutem mogą wstąpić do Stowarzyszenia Najświętszego Serca Pana Jezusa.

## Strój chórowy

Strój chórowy (od lewej): księdza, prowincjała lub członka Rady oraz przełożonego generalnego Instytutu

Będący kanonikami, kapłani inkardynowani do Instytutu noszą charakterystyczny strój chórowy, składający się z: rokiety, długiego mantoletu z niebieskimi połami, mucetu obszytego na niebieskiego, dystynktorium oraz biretu zwieńczonego niebieskim pomponem. Dystynktorium jest srebrny krzyż św. Franciszka Salezego i zawieszony na niebiesko-białej wstążce. Kolor niebieski symbolizuje Niepokalane Poczęcie Najświętszej Maryi Panny i stanowi element wyróżniający.
Siostry Adoratorki Królewskiego Serca Jezusa Chrystusa Najwyższego Kapłana zakładają do liturgii niebieski płaszcz, a postulantki niebieski kaptur. 
Własny strój chórowy podkreśla jedność wspólnoty, jej charyzmat i duchowość, a także dodaje uroczystości ceremoniom liturgicznym.

## Herb instytutu
Dewizą Instytutu jest Veritatem facientes in caritate – Czyniąc prawdę w miłości (Ef 4, 15).
Tarcza dwudzielna w słup, w polu pierwszym niebieskim, glob złoty zwieńczony krzyżem, w polu drugim na tle srebrnym krzyż czerwony, w jego rogach lilie florenckie tejże barwy. Kolor niebieski symbolizuje Niepokalane Poczęcie Najświętszej Maryi Panny, głównej patronki Instytutu, a złoty glob powszechne panowanie Chrystusa. Krzyż i lilie symbolizują Florencję, niedaleko której, wśród florentyńskich wzgórz, znajdują się seminarium i główna siedziba wspólnoty. Dewiza Instytutu, wspomniana wyżej, nawiązuje do właściwej mu, salezjańskiej duchowości.